# Stripped (альбом The Rolling Stones)
Stripped — концертний альбом гурту The Rolling Stones. Виданий 13 листопада 1995 року під час туру Voodoo Lounge Tour на Virgin Records. Загальна тривалість композицій становить 59:34. Альбом відносять до напрямку рок.

## Список пісень
1. «Street Fighting Man» — 3:41
2. «Like a Rolling Stone» (Боб Ділан) — 5:39
3. «Not Fade Away» (Norman Petty/Бадді Холлі) — 3:06
4. «Shine a Light» — 4:38
5. «The Spider and the Fly» (Nanker Phelge) — 3:29
6. «I'm Free» — 3:13
7. «Wild Horses» — 5:09
8. «Let It Bleed» — 4:15
9. «Dead Flowers» — 4:13
10. «Slipping Away» — 4:55
11. «Angie» — 3:29
12. «Love In Vain» (Роберт Джонсон. Ar. Mick Jagger/Кіт Річардс) — 5:31
13. «Sweet Virginia» — 4:16
14. «Little Baby» (Віллі Діксон) — 4:00